# سی‌زد رکوردز
سی‌زد رکوردز (انگلیسی: C/Z Records) شرکت نشر موسیقی آمریکایی است، که در سال ۱۹۷۵ تأسیس شد.